# ФК Смедерево 1924
ФК Смедерево 1924 је српски фудбалски клуб из Смедерева. Тренутно се такмичи у Првој лиги Србије, другом такмичарском нивоу српског фудбала.
Навијачи клуба, познати су као Деспоти, а постоје од 1997. године.

## Историја
Клуб је 6. маја 1924. године основало Српско акционарско рударско топионичарско индустријско друштво (САРТИД) као ФК Сартид, на предлог инжењера Ернеста Радлинског. Његове боје су у почетку бранили углавном професионални играчи из Мађарске, Аустрије и Немачке. По завршетку Другог светског рата почиње нова ера смедеревског фудбала. У периоду од 1944. па до данас, клуб је често мењао своје име: ФК Металац (1944–1946), затим ФД Јединство (1946–1949), ЖСД Смедерево (1949–1952), па ФК Смедерево (1952–1958), па фузијом ФК Смедерева и ФК Металца настаје ОФК Будућност (1958–1962), па опет ФК Смедерево (1962–1967), ФК Металург (1967–1976), па опет ФК Смедерево (1976–1992), па ФК Сартид (1992–2004), па опет ФК Смедерево (15. јул 2004–2014), па фузијом ФК Смедерева и ФК Сељака из Михајловца настаје ФК Семендрија 1924 (лето 2014–2015) и од 18. јануара 2015. године назив клуба је поново ФК Смедерево 1924 (само је додата година оснивања клуба).
Клуб бележи нагли развој и напредак од 1992. године, када је концерн црне металургије, САРТИД, преузео власништво и спонзорство над клубом. 1998. године ФК Сартид улази у Прву лигу СР Југославије и остварује сан многих генерација.
Од 2001. године, клуб је 5 година заредом на европској фудбалској сцени: 2001, 2004. и 2005. године у Интертото купу и 2002. и 2003. године у УЕФА купу.
У сезони 2001/02. стиже до финала купа СР Југославије, где је поражен од Црвене звезде са 1 : 0.
Већ следеће сезоне освајањем националног купа и великог сребрног пехара у трајно власништво 29. маја 2003. после победе на Партизановом стадиону у дуелу са Црвеном звездом (1 : 0) чета Горана Богдановића, легенде смедеревског фудбала, остварила је до сада највећи успех.
Клуб у сезони 2007/08. испада из Суперлиге Србије, након што је у баражу за опстанак поражен од Рада. Већ у првој сезони у нижем рангу клуб заузима 2. место и брзо се враћа у Суперлигу. У сезонама 2009/10. и 2010/11. заузима 10. место у Суперлиги. 2011/12. заузима 13. место, а 2012/13. заузима последње 16. место и испада у нижи ранг. Већ у првој сезони у нижем рангу клуб заузима последње 16. место и испада из Прве лиге Србије, сада у Српску лигу Запад.
Због доказаног учешћа у намештању утакмице 24. кола Српске лиге Запад одиграног 29. априла 2017. године, на крају сезоне је одлучено да клубови Смедерево 1924 и Михајловац 1934 буду избачени из лиге у Подунавску окружну лигу, два лигашка нивоа ниже у односу на Српску лигу Запад. Након жалбе одлучено је да се Смедерево и следеће сезоне такмичи у Српској лиги, док је одлука да Михајловац буде избачен у Подунавску окружну лигу остала на снази.
У сезони 2018/19. клуб је освојио прво место у Српској лиги Запад и након пет година вратио се у Прву лигу Србије.
У сезони 2022/23. ФК Смедерево 1924 је освојило прво место у Српској лиги Запад и тако се пласирало у Прву лигу Србије за следећу сезону.

### Имена клуба кроз историју
| Година     | Клуб (насеље)                                                                              |
| ---------- | ------------------------------------------------------------------------------------------ |
| 1924–1944. | ФК Сартид (Смедерево)                                                                      |
| 1944–1946. | ФК Металац (Смедерево)                                                                     |
| 1946–1949. | ФД Јединство (Смедерево)                                                                   |
| 1949–1952. | ЖСД Смедерево (Смедерево)                                                                  |
| 1952–1958. | ФК Смедерево (Смедерево)                                                                   |
| 1958–1962. | ОФК Будућност (Смедерево) — фузијом ФК Смедерева (Смедерево) и ФК Металца (?)              |
| 1962–1967. | ФК Смедерево (Смедерево)                                                                   |
| 1967–1976. | ФК Металург (Смедерево)                                                                    |
| 1976–1992. | ФК Смедерево (Смедерево)                                                                   |
| 1992–2004. | ФК Сартид (Смедерево)                                                                      |
| 2004–2014. | ФК Смедерево (Смедерево)                                                                   |
| 2014–2015. | ФК Семендрија 1924 (Смедерево) — фузијом ФК Смедерева (Смедерево) и ФК Сељака (Михајловац) |
| 2015–      | ФК Смедерево 1924 (Смедерево)                                                              |

### Грб кроз историју
|            |            |          |
| 1992–2004. | 2004–2014. | од 2014. |

## Стадион
Стадион ФК Смедерева, незванично назван Тврђава, један је од најмодернијих у Србији и има један од најбољих терена у земљи. У садашњем облику објекат се састоји од фудбалског терена, четири трибине, два полукружна објекта и зграда свлачионице у подтрибинском простору северне трибине. Објекат је облика „затворене шкољке“ са укупним бројем 17.200 седећих места.

## Успеси
| Такмичење                       | Такмичење                | Број                     | Година                     |                          |                          |
| Национална такмичења - 1        | Национална такмичења - 1 | Национална такмичења - 1 | Национална такмичења - 1   | Национална такмичења - 1 | Национална такмичења - 1 |
| Национално првенство            | Национално првенство     | Национално првенство     | Национално првенство       | Национално првенство     | Национално првенство     |
| ------------------------------- | ------------------------ | ------------------------ | -------------------------- | ------------------------ | ------------------------ |
| Првенство СР Југославије        | Првак                    | 0                        | /                          |                          |                          |
| Првенство СР Југославије        | Други                    | 0                        | /                          |                          |                          |
| Првенство СР Југославије        | Трећи                    | 1                        | 2001/02.                   |                          |                          |
| Првенство Србије и Црне Горе    | Првак                    | 0                        | /                          |                          |                          |
| Првенство Србије и Црне Горе    | Други                    | 0                        | /                          |                          |                          |
| Првенство Србије и Црне Горе    | Трећи                    | 0                        | /                          |                          |                          |
| Првенство Србије                | Првак                    | 0                        | /                          |                          |                          |
| Првенство Србије                | Други                    | 0                        | /                          |                          |                          |
| Првенство Србије                | Трећи                    | 0                        | /                          |                          |                          |
| Национални куп - 1              |                          |                          |                            |                          |                          |
| Куп СР Југославије              | Победник                 | 0                        | /                          |                          |                          |
| Куп СР Југославије              | Финалиста                | 1                        | 2001/02.                   |                          |                          |
| Куп Србије и Црне Горе          | Победник                 | 1                        | 2002/03.                   |                          |                          |
| Куп Србије                      | Победник                 | 0                        | /                          |                          |                          |
| Куп Србије                      | Финалиста                | 0                        | /                          |                          |                          |
| Куп Србије                      | Полуфинале               | 0                        | /                          |                          |                          |
| Куп Србије                      | Четвртфинале             | 3                        | 2008/09, 2009/10, 2011/12. |                          |                          |
| Куп Србије                      | Осмина финала            | 3                        | 2007/08, 2010/11, 2012/13. |                          |                          |
| Куп Србије                      | Шеснаестина финала       | 2                        | 2006/07, 2013/14.          |                          |                          |
| Остала национална такмичења - 1 |                          |                          |                            |                          |                          |
| СР Југославија - 1              |                          |                          |                            |                          |                          |
| Друга лига СР Југославије       | Првак                    | 1                        | 1996/97.                   |                          |                          |
| Србија                          |                          |                          |                            |                          |                          |
| Прва лига Србије                | Првак                    | 0                        | /                          |                          |                          |
| Прва лига Србије                | Други                    | 1                        | 2008/09.                   |                          |                          |

## Новији резултати
| Сезона   | Ранг | Лига              | Позиција | ИГ | Д  | Н  | П  | ГД | ГП | ГР  | Бод     | Куп                  |
| -------- | ---- | ----------------- | -------- | -- | -- | -- | -- | -- | -- | --- | ------- | -------------------- |
| 2006/07. | 1    | Суперлига Србије  | 8.       | 32 | 12 | 7  | 13 | 33 | 40 | -7  | 43      | Шеснаестина финала   |
| 2007/08. | 1    | Суперлига Србије  | 10.      | 33 | 10 | 6  | 17 | 33 | 44 | -11 | 36      | Осмина финала        |
| 2008/09. | 2    | Прва лига Србије  | 2.       | 34 | 19 | 9  | 6  | 47 | 44 | +23 | 66      | Четвртфинале         |
| 2009/10. | 1    | Суперлига Србије  | 10.      | 30 | 8  | 10 | 12 | 23 | 30 | -7  | 34      | Четвртфинале         |
| 2010/11. | 1    | Суперлига Србије  | 10.      | 30 | 8  | 11 | 11 | 24 | 31 | -7  | 35      | Осмина финала        |
| 2011/12. | 1    | Суперлига Србије  | 13.      | 30 | 9  | 2  | 19 | 22 | 42 | -20 | 29      | Четвртфинале         |
| 2012/13. | 1    | Суперлига Србије  | 16.      | 30 | 3  | 6  | 21 | 18 | 53 | -35 | 15      | Осмина финала        |
| 2013/14. | 2    | Прва лига Србије  | 16.      | 30 | 8  | 7  | 15 | 26 | 38 | -12 | 31      | Шеснаестина финала   |
| 2014/15. | 3    | Српска лига Запад | 7.       | 30 | 12 | 8  | 10 | 39 | 35 | +4  | 44      | Шеснаестина финала   |
| 2015/16. | 3    | Српска лига Запад | 3.       | 30 | 16 | 4  | 10 | 46 | 33 | +13 | 52      | Није се квалификовао |
| 2016/17. | 3    | Српска лига Запад | 7.       | 30 | 11 | 6  | 13 | 33 | 27 | +6  | 39      | Није се квалификовао |
| 2017/18. | 3    | Српска лига Запад | 3.       | 34 | 19 | 7  | 8  | 60 | 31 | +29 | 64      | Није се квалификовао |
| 2018/19. | 3    | Српска лига Запад | 1.       | 30 | 19 | 8  | 3  | 46 | 18 | +28 | 64      | Није се квалификовао |
| 2019/20. | 2    | Прва лига Србије  | 16.      | 30 | 9  | 5  | 16 | 27 | 47 | -20 | 22(-10) | Није се квалификовао |
| 2020/21. | 3    | Српска лига Запад | 6.       | 34 | 15 | 8  | 11 | 53 | 40 | +13 | 53      | Шеснаестина финала   |
| 2021/22. | 3    | Српска лига Запад | 6.       | 30 | 13 | 9  | 8  | 51 | 34 | +17 | 48      | Није се квалификовао |
| 2022/23. | 3    | Српска лига Запад | 1.       | 30 | 24 | 5  | 1  | 62 | 17 | +45 | 77      | Није се квалификовао |
| 2023/24. | 2    | Прва лига Србије  | 5.       | 37 | 14 | 14 | 9  | 40 | 31 | +9  | 56      | Осмина финала        |
| 2024/25. | 2    | Прва лига Србије  | 12.      | 37 | 10 | 11 | 16 | 31 | 47 | -16 | 41      | Шеснаестина финала   |
| 2025/26. | 2    | Прва лига Србије  | —        | —  | —  | —  | —  | —  | —  | —   | —       | —                    |

## ФК Смедерево у европским такмичењима
| Сезона   | Такмичење     | Коло    | Клуб (насеље)         | Домаћин    | Гост | Укупан резултат |
| -------- | ------------- | ------- | --------------------- | ---------- | ---- | --------------- |
| 2001/02. | Интертото куп | 1. коло | Данди (Данди)         | 5:2        | 0:0  | 5:2             |
| 2001/02. | Интертото куп | 2. коло | Минхен 1860 (Минхен)  | 2:3        | 1:3  | 3:6             |
| 2002/03. | УЕФА куп      | кв.     | Бангор сити (Бангор)  | 2:0        | 0:1  | 2:1             |
| 2002/03. | УЕФА куп      | 1. коло | Ипсвич таун (Ипсвич)  | 0:1        | 1:1  | 1:2             |
| 2003/04. | УЕФА куп      | кв.     | Сарајево (Сарајево)   | 3:0        | 1:1  | 4:1             |
| 2003/04. | УЕФА куп      | 1. коло | Славија (Праг)        | 1:2        | 1:2  | 2:4             |
| 2004/05. | Интертото куп | 1. коло | Сант Ђулија (Ајшоваљ) | 3:0        | 8:0  | 11:0            |
| 2004/05. | Интертото куп | 2. коло | Динамо (Минск)        | 1:3 (прод) | 2:1  | 3:4             |
| 2005/06. | Интертото куп | 1. коло | Победа (Прилеп)       | 0:1        | 1:2  | 1:3             |

### Збирни европски резултати
| Такмичење     | ИГ | П | Н | И | ГД | ГП | ГР |
| ------------- | -- | - | - | - | -- | -- | -- |
| УЕФА куп      | 8  | 2 | 2 | 4 | 9  | 8  | +1 |
| Интертото куп | 10 | 4 | 1 | 5 | 23 | 15 | +8 |
| Укупно        | 18 | 6 | 3 | 9 | 32 | 23 | +9 |

ИГ = Играо утакмица; П = Победио; Н = Нерешено; И = Изгубио; ГД = Голова дао; ГП = Голова примио; ГР = Гол разлика 

## Тренери
| - Драган Ђорђевић (јул 2008–2009) - Радмило Иванчевић (8. новембар 2007–28. јун 2008) - Горан Милојевић (21. март–8. новембар 2007) - Михајло Ивановић (17. јун 2006–19. март 2007) - Хаиме Бауза (28. новембар 2005–17. јун 2006) - Александар Пантић (2005) - Томислав Сивић (9. јануар–1. новембар 2005) - Миленко Киковић (јануар–25. децембар 2004) - Ратко Достанић (24. јун–22. децембар 2003) | - Миленко Киковић (22. април–24. јун 2003) - Јовица Шкоро (2000–19. април 2003) - Владимир Доганџић (лето 2000–јесен 2000) - Миленко Киковић (јануар–јун 2000) - Слободан Ђуричић (1999) - Иван Голац (1999) - Бошко Антић (1998–1999) - Бранко Радовић (1998) |

## Бивши познати играчи
| - Горан Богдановић - Иван Пантић - Саша Коцић - Ненад Миросављевић - Саша Зорић - Дејан Османовић - Владимир Мудринић - Матеја Кежман - Марко Пантелић - Драган Жилић - Саша Бранежац - Ненад Младеновић - Горан Тробок - Драган Радосављевић - Бојан Завишић - Душан Митошевић - Милорад Зечевић | - Дарко Војводић - Борис Васковић - Дејан Кекезовић - Саша Ранковић - Мирко Поледица - Жељко Дамјановић - Дејан Огњановић - Предраг Катић - Дејан Пауновић - Дејан Ранковић - Марко Стојић - Иван Радовановић - Зоран Новаковић - Дејан Живковић - Жељко Ковачевић - Марко Сочанац - Саша Антуновић - Драган Ћеран | - Младен Живковић - Данко Стојковић - Дарко Брашанац - Драган Пауновић - Милорад Мрдак - Александар Миљковић - Омега Робертс - Драган Глоговац - Бранислав Атанацковић - Мирослав Гегић - Милан Ћулум - Бојан Кајго - Зоран Ђурашковић - Саша Јовановић - Блаже Георгиоски - Владе Лазаревски - Горан Михајловић |

## Дресови (произвођачи и спонзори)
| Период     | Произвођач опреме | Главни спонзор |
| ---------- | ----------------- | -------------- |
| 2001–2003. | NAAI              | САРТИД         |
| 2003–2004. | NAAI              | U.S. Steel     |
| 2005–2011. | Nike              | U.S. Steel     |
| 2012.      | Nike              | Град Смедерево |
| 2012–2014. | NAAI              | нико           |